# Vuk i sedam kozlića
Vuk i sedam kozlića (njemački : Der Wolf und die sieben jungen Geißlein) je bajka, djelo Braće Grimm.

## Priča
Majka koza je imala sedam kozlića.
Jednoga dana morala je otići u grad te je rekla kozlićima:
"Ne otvarate vrata nikome dok se na vratim!"
"Dobro, mama!" odgovorili su kozlići.
Vuk je pokucao na prozor.
"Tko je?" upitali su kozlići.
"Vaša majka," odgovorio je vuk mekim glasom.
"Ne, nije! Naša mama ima bijelu nogu, a tvoja je crna!"
Vuk je stavio nogu u vreću brašna te je sada konačno bila bijela.
Ponovo je pokucao.
Kozlići su vidjeli bijelu nogu i otvorili vrata.
"Ups! To je vuk!" kukali su.
Počeli su se skrivati, jedan u mali ormarić, jedan u veliku kutiju,
jedan iza fotelje, jedan u kadu,
dvoje ispod kreveta i jedan u visoki sat.
Vuk je pojeo šestero djece.
Nije uspio naći onoga u visokom satu.
Onda je otišao ispod stabla i zaspao.
Mama je bila mudra i hrabra koza.
Našla je vuka te spasila svoje šestero djece.

## Vanjske poveznice
Engleski:
- Vuk i sedam kozlića  Arhivirana inačica izvorne stranice od 14. rujna 2015. (Wayback Machine)